# ناتاشا امیری
ناتاشا امیری (۱۷ شهریور ۱۳۴۹)، داستان‌نویس و منتقد ادبی ایرانی است.

## زندگی
امیری در رشته مهندسی کشاورزی فارغ‌التحصیل شد، اما هرگز در رشته تحصیلی خود فعالیت نکرد. او داستان‌نویسی را از سال ۱۳۷۴ و پس از آشنایی با غزاله علیزاده آغاز کرد. اولین داستانش به نام «هیچ» در مجله ادبی کلک چاپ شد.
او در  نقاشی، مجسمه‌سازی، داوری مسابقات پرش با اسب و چوگان نیر تجربیاتی داشت. 

## آثار
- «هولا... هولا» (اولین مجموعه داستان) چاپ اول نشر نیم نگاه سال ۱۳۸۰، چاپ دوم ۱۳۸۷انتشارات ققنوس[۳]
- «با من به جهنم بیا» (رمان)انتشارات افق، چاپ اول ۱۳۸۳، چاپ دوم ۱۳۸۶[۴]
- «عشق روی چاکرای دوم» (مجموعه داستان) انتشارات ققنوس چاپ اول ۱۳۸۷، چاپ دوم ۱۳۸۸[۴]
- «راویان» مجموعه مشترک، نشر مرکز ۱۳۸۲[۵]
- «نقش ۸۰» داستان‌های برگزیدهٔ داورا ن دوره دوم بنیاد گلشیری،نشر نیلوفر ۱۳۸۲[۶]
- «داستان‌های کوتاه ایران و سایر کشورهای جهان» مجموعه مشترک، انتشارات توس۱۳۸۴

## دکترین
ناتاشا امیری دکترینی باعنوان تخیل یعنی ∞! در مورد روند شهودی خلاقیت و داستاننویسی ارائه کرده که در مجله بررسی کتاب آمریکا ، سایت ادبی جن و پری ، مجله ادبی پیاده‌رو و نشریه عروض به چاپ رسیده‌است.

## جوایز
- برندهٔ جایزهٔ «داستان اولی‌های خانهٔ داستان» برای مجموعه داستان «هولا… هولا»[۹]
- نامزدی جایزهٔ بنیاد گلشیری و جایزه ادبی یلدا برای مجموعه داستان «هولا… هولا»[۴]
- برندهٔ اول جایزهٔ سراسری مجلهٔ عصر پنجشنبه برای تک داستان «ما سکوت» از مجموعه داستان «هولا… هولا»[۴]
- برنده داستان مردمی سایت سخن صد سالگی صادق هدایت برای تک داستان «آن که شبیه تو نیست» از مجموعه داستان «عشق روی چاکرای دوم»[۱۰]
- برگزیده جایزهٔ ادبی اصفهان (رتبهٔ دوم) برای مجموعه داستان «عشق روی چاکرای دوم»[۱۱]
- نامزدی دورهٔ هشتم جایزهٔ بنیاد گلشیری برای مجموعه داستان «عشق روی چاکرای دوم»[۱۲]
- نامزدی کتاب سال برای مجموعه داستان «عشق روی چاکرای دوم»[۱۳]
- برگزیده مراسم تندیس کتاب «صدیقه دولت‌آبادی» در روز جهانی زن برای مجموعه داستان «عشق روی چاکرای دوم»[۱۴][۱۵]